# Moscho Tzavela
Moscho Tzavela, död 1803, var en grekisk (Sulioter) gerillakrigare under det Grekiska frihetskriget.   
Hon var hustru till Lambros Tzavela och mor till Photos Tzavela. 
Hon stred 1792 mot Ali Pasha, i slaget vid Kiafa, som ledare för 400 sulioter. När turkarna försökte fånga sulioterna attackerade de dem och lyckades få dem på flykt. 
Moschos hjältemod har förevigats i folksånger.